# Мобад
Мобад, Моубед или Мобад (средњеперсијски: 𐭬𐭢𐭥𐭯𐭲) је зороастријски свештеник одређеног ранга. За разлику од хербада (ervad), мобед је квалификован да служи као свештенослужитељ на обреду Јасна и другим вишим литургијским церемонијама. Мобад је квалификован и за обуку других свештеника.

## Употреба
У општој (лаичкој) употреби, термин се такође користи као почасни за означавање било ког зороастријског свештеника, било ког ранга. На пример, Хормизд I је именовао Картира за moabadan-moabad, што се често преводи као „свештеник над свештеницима“, али прецизније означава „високосвештеник над првосвештеницима“.
Преко староперсијског 𐎶𐎦𐏁 magush и старогрчког μαγος magos, староирански магу- се такође идентификује као порекло латинске речи магус, „magi an“. Преко грчког придева μαγικος magicos и старофранцуског magikue, „мобед“ је у далекој вези са речју на енглеском језику „magic“.
Реч је прешла у грузијски као Mogvi (მოგვი).
Зороастријски свештеници у заједници Парси у Индији морају бити мушкарци из свештеничке породице (класа или каста „Атхорнан“). Према парсијској традицији, Атхорнан Мобеди су држали одговорност за очување и промовисање религије још од предзороастријских времена митског краља Џамшида у Персији. „Почетком и средином 1900-их, из различитих разлога, старији су подстицали младе тадашњих Мобеда да буду иницирани као Мобеди, али да се баве другим каријерама и професијама. Иако је то резултирало недостатком Мобеда [у Индији ], донело је неочекивану корист зороастризму. Високо образовани и предузимљиви млади Мобеди настанили су се у Северној Америци након својих секуларних студија и основали базу Мобеда у корист северноамеричких Зороастријанаца." Међутим, због недостатка свештеника, Парси Зороастријска заједница у Индији је 1970-их почела да разматра пројекат обучавања сваког мушкарца Зороастријанца да служи као помоћник Мобеда, названог Парамобед; план је покренут почетком 2000-их.
У периоду 2009-2010, председавајући Савета зороастријских свештеника у Техерану, у Ирану, Мобад Сорушпур, предложио је отварање свештенства за зороастријске жене након истраживања древних зороастријских докумената који су открили доказе о женском свештенству у древним персијским временима. „Концепти једнакости су увек били у основи наше културе. У антици је било много свештеника, политичарки, ратника и то чак до сасанидског времена“, рекао је он. Потенцијална потврда може се наћи у усменој традицији Парса, која признаје женског зороастријског свештеника по имену Тестар као међу Зороастријанцима који су побегли од верског прогона и присилили преобраћења у Персију коју су освојили Арапи, у деветом столећу. У 2011. години, осам женских мобадијарки (такође названих мобадијарке) добило је сертификат да служе зороастријској заједници  Међутим, жене Мобадјарке у Ирану могу бити ограничене у својој способности да служе својој заједници на исти начин као и Мобади, као што је паљење пожара у зороастријским храмовима.
Од тада су зороастријске жене заређене у Ирану и Северној Америци да служе заједници као мобадјарке, што значи помоћне мобаде.